# Chris Phillips
Christopher "Chris" Phillips, född 9 mars 1978 i Fort McMurray, Alberta, är en kanadensisk professionell ishockeyspelare som valdes som förste spelare i NHL-draften 1996. Han är back i NHL-laget Ottawa Senators.
Phillips har spelat i Senators sedan han debuterade i NHL säsongen 1997–98. Han är en pålitlig defensiv back, med stor räckvidd och tyngd. Phillips har också ett hårt slagskott.
Chris har stangnerat allt mer med åren men har än idag en viktig roll i laget.
Chris Phillips har även representerat Brynäs IF i Elitserien.